# Dendrochilum lewisii
Dendrochilum lewisii är en orkidéart som beskrevs av Jeffrey James Wood. Dendrochilum lewisii ingår i släktet Dendrochilum och familjen orkidéer. Inga underarter finns listade i Catalogue of Life.